# Pedro Munguía
Pedro Munguía Munguía (* 29. Juni 1958 in Tecatitlán, Jalisco) ist ein ehemaliger mexikanischer Fußballspieler, der vorwiegend im Mittelfeld agierte.

## Laufbahn
Der aus dem Nachwuchsbereich des Club Deportivo Guadalajara stammende Munguía wurde 1977/78 vom Ligakonkurrenten Deportivo Toluca FC verpflichtet, bei dem er seine gesamte Profikarriere  verbrachte und bis zur Saison 1992/93 mehr als 350 Einsätze in der höchsten Spielklasse des Landes absolvierte. In der Saison 1988/89 gewann Munguía mit den Diablos Rojos den mexikanischen Pokalwettbewerb.
In den Jahren 1980 und 1981 kam Munguía zu insgesamt 17 Länderspieleinsätzen (kein Tor) für die mexikanische Fußballnationalmannschaft.

## Erfolge
- Mexikanischer Pokalsieger: 1989